# Oxystethus homoeacanthus
Oxystethus homoeacanthus är en insektsart som beskrevs av Ludwig Redtenbacher 1891. Oxystethus homoeacanthus ingår i släktet Oxystethus och familjen vårtbitare. Inga underarter finns listade i Catalogue of Life.